# Brazil vándorpók
A brazil vándorpók (Phoneutria nigriventer) a pókszabásúak (Arachnida) osztályába a pókok (Araneae) rendjébe és a fésűspókfélék (Ctenidae) családjába tartozó faj.

## Előfordulása
Argentína, Brazília és Uruguay, alacsonyan fekvő területein él.

## Életmódja
Testhossza 3-5 centiméter, lábterpesze 13-15 centiméter. Aktív magányos vadász, állandó mozgásban van, nem ás magának üreget, és nem sző hálót. Emberi településeken is előfordul, ha veszélyben érzi magát teketória nélkül mar. Az ismert pókfajok közül a legnagyobb adag mérget fecskendezi áldozatába.

## Külső hivatkozás
- Képek az interneten a fajról